# Michał Rahoza
Michał Rahoza (ur. ok. 1540 w Mińsku, zm. w lecie 1599 w Nowogródku) – prawosławny, a następnie unicki metropolita kijowski (od 1589), propagator unii brzeskiej.
Michał Rahoza pochodził z drobnej szlachty białoruskiej powiatu mińskiego pieczętującej się herbem Szreniawa. W 1579 r. został archimandrytą mińskiego monastyru Wniebowstąpienia Pańskiego.
W 1589 mianowany przez króla polskiego Zygmunta III Wazę prawosławnym metropolitą kijowskim. Jako metropolita podejmował próby zreformowania Cerkwi prawosławnej w Rzeczypospolitej (odbywanie corocznych synodów, udział duchownych prawosławnych w sądach trybunalskich, wybór wyższej hierarchii cerkiewnej przez duchowieństwo ruskie, zwiększenie kontroli władyków nad bractwami cerkiewnymi), jednak jego inicjatywy blokowane były przez inne środowiska walczące o wpływy w Cerkwi: świeckich (Konstanty Ostrogski) i bractwa stauropigialne. Wzajemne blokowanie się inicjatyw reformatorskich było jednym z powodów ostatecznego opowiedzenia się metropolity Michała za ideą unii kościelnej z Rzymem. Był sygnatariuszem aktu unii brzeskiej.
Chociaż nie należał do inicjatorów unii, poparł tę ideę i odegrał istotną rolę w przygotowaniu i realizacji synodu w Brześciu i unii brzeskiej, w której wyniku powstał Kościół unicki (zwanym od XVIII w. greckokatolickim, a obecnie Kościół katolicki obrządku bizantyjskiego-ukraińskiego lub Ukraińską Cerkwią greckokatolicką).
W 1596 Michał Rahoza został pierwszym zwierzchnikiem tego Kościoła i pierwszym unickim metropolitą Kijowa, Halicza i całej Rusi (w miejsce uprzednio zlikwidowanej metropolii prawosławnej).

## Literatura
- T. Kempa, Metropolita Michał Rahoza a unia brzeska, Klio, t. 2, 2002, s. 48–100.